# 뱃노래 (민요)
뱃노래는 뱃사공이 노를 저어 가며 부르는 경상도 민요이다. 

## 노랫말
후렴) 어기야 디여차 어허야 디야 어기여차 뱃놀이 가잔다
1. 부딪히는 파도 소리 잠을 깨우니 돌려오는 노 소리 처량도 하누나
2. 만경창파에 몸을 실리어 갈매기로 벗을 삼고 싸워만 가누나

...(후략)...
후렴) 어기야 디여차 어허야 디야 어기여차 뱃놀이 가잔다

## 같이 보기
- 한국 민요